# Rockland (Nowy Jork)
Rockland – miasto w Stanach Zjednoczonych, w stanie Nowy Jork, w hrabstwie Sullivan.